# Aleko
Aleko är en balett med koreografi av Léonide Massine och musik av Pjotr Tjajkovskij. Aleko bygger ursprungligen på en dikt av Aleksandr Pusjkin. Baletten hade urpremiär på Palacio de Bellas Artes i Mexico City den 8 september 1942.
Marc Chagall samarbetade med Massine i New York och följde med balettruppen till Mexiko i början av augusti 1942 där han skapade kostymer och scendekor  utifrån skisser han hade tagit med sig från USA.